# Брзанце
Брзанце је насеље у општини Лепосавић на Косову и Метохији. Према процени из 2011. године било је 36 становника.
Површина катастарске општине Борчане где је атар насеља Брзанце износи 7.888 ha. Припада месној заједници Сочаница. Брзанце је гранично село лепосавске општине према општини Косовска Митровица. Налази се 15 km источно од Сочанице односно 25 km југоисточно од Лепосавића. По географском положају спада у ред планинских села са просечном надморском висином 1177м.
С обзиром да је удаљено од важнијих путева, а са источне стране заграђеног планином може се рећи да Брзанце спада у забачена села.

## Историја
Брзанце је записано у Девичком катастиху 1770. и 1782. године. Село Брзанце 1771. и 1774. је у Копаонику, у нурији (парохија) попа Матеја. У селу су многи остаци старих рударских радова, „рупе“ (вертикална рударска окна), поткопи. На рудинама се виде остаци старог рударског пута у Трепчу. На истом брду је Попова глава. Прича се да су на том месту Албанци убили неког попа и одсекли му главу.

## Становништво
У селу 2004. године живи 34 становника. Углавном су старачка домаћинства. У Брзанцу живе родови: Анђелковићи, Алексићи, Левентијевићи, Миладиновићи, Милутиновићи, Петровићи, Стефановићи, Јанићијевићи, Јанковићи.
- Љутићи (Св. Јован). Иселили се у Лепеницу у периоду од 1690. до 1736. године. и тамо засновали село Брзанце.
- Петровићи и Миладиновићи (6 кућа, Св. Никола и Св. Агатоник).
- Лекановићи, Јањићи, Волићи, Кузићи (14 кућа, Св. Врачеви) тврде да су у селу староседеоци.[2]

## Демографија
| Година       | 1948 | 1953 | 1961 | 1971 | 1981 | 1991 | 2004 |
| ------------ | ---- | ---- | ---- | ---- | ---- | ---- | ---- |
| Становништво | 206  | 242  | 271  | 220  | 112  | 53   | 34   |

|  |